# Funiculaire de Montesanto
Le funiculaire de Montesanto (en italien : Funicolare di Montesanto), est une ligne de funiculaire faisant partie du réseau de transport public de Naples, en Italie. C'est l'une des 4 lignes de funiculaire de Naples. Inauguré en 1891, le funiculaire de Montesanto transporte plus de 4 millions de passagers par an.
Le funiculaire relie la colline du Vomero au centre historique de Naples et compte trois stations, Morghen, Corso Vittorio Emanuele et Montesanto. La station Morghen est à une courte distance de marche de la Piazza Vanvitelli, où se trouve une correspondance avec la station de métro Vanvitelli, sur la ligne 1 du métro de Naples, et avec le funiculaire de Chiaia.

## Histoire
La zone résidentielle étant en forte expansion autour du château Sant'Elmo, il a été décidé qu'il serait utile d'avoir un deuxième funiculaire reliant la voie de chemin de fer Cumaná avec le château et le musée San Martino à proximité. Après cinq ans de construction, le funiculaire Montesanto a été inauguré le 30 mai 1891.
Comme les trois autres lignes, le funiculaire Montesanto a continué à fonctionner avec succès sans interruption, y compris tout au long de la Seconde Guerre mondiale. Des travaux de rénovation et de la mise aux normes de sécurité ont été effectués, et achevés, au début de l'année 1984 et la ligne rénovée a rouvert ses portes au public le 14 avril.
En 2001, l'opérateur des quatre funiculaires napolitains a été transféré à une autre autorité municipale, Metronapoli.
D'autres travaux ont été réalisés en 2005, afin de mieux intégrer la ligne avec d'autres chemins de fer urbains tels que la ligne 2 de Cumana et de Circumflegrea.

## Capacité
Le funiculaire Montesanto transporte plus de 4 millions de passagers par an. Il transporte une moyenne de 12 500 passagers les jours ouvrables et 4 000 les week-ends et les jours fériés.

La ligne fait 825 mètres de longueur avec un dénivelé de 168 mètres, avec une pente moyenne de 23 %. Le parcours dure quatre minutes et vingt-cinq secondes. Chaque train peut transporter 300 passagers à la fois, ce qui permet une capacité totale de 6 000 passagers à l'heure dans chaque direction.

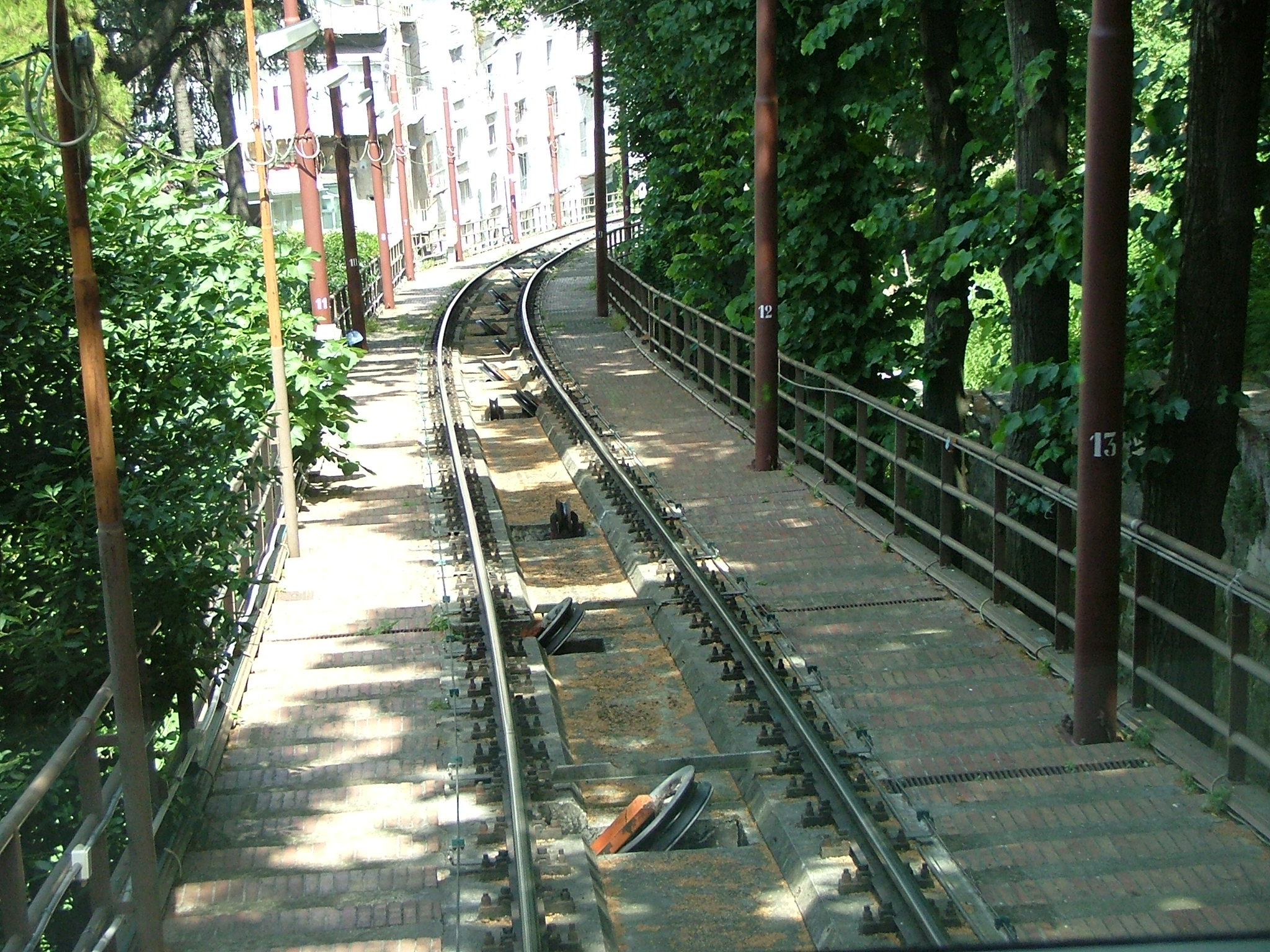
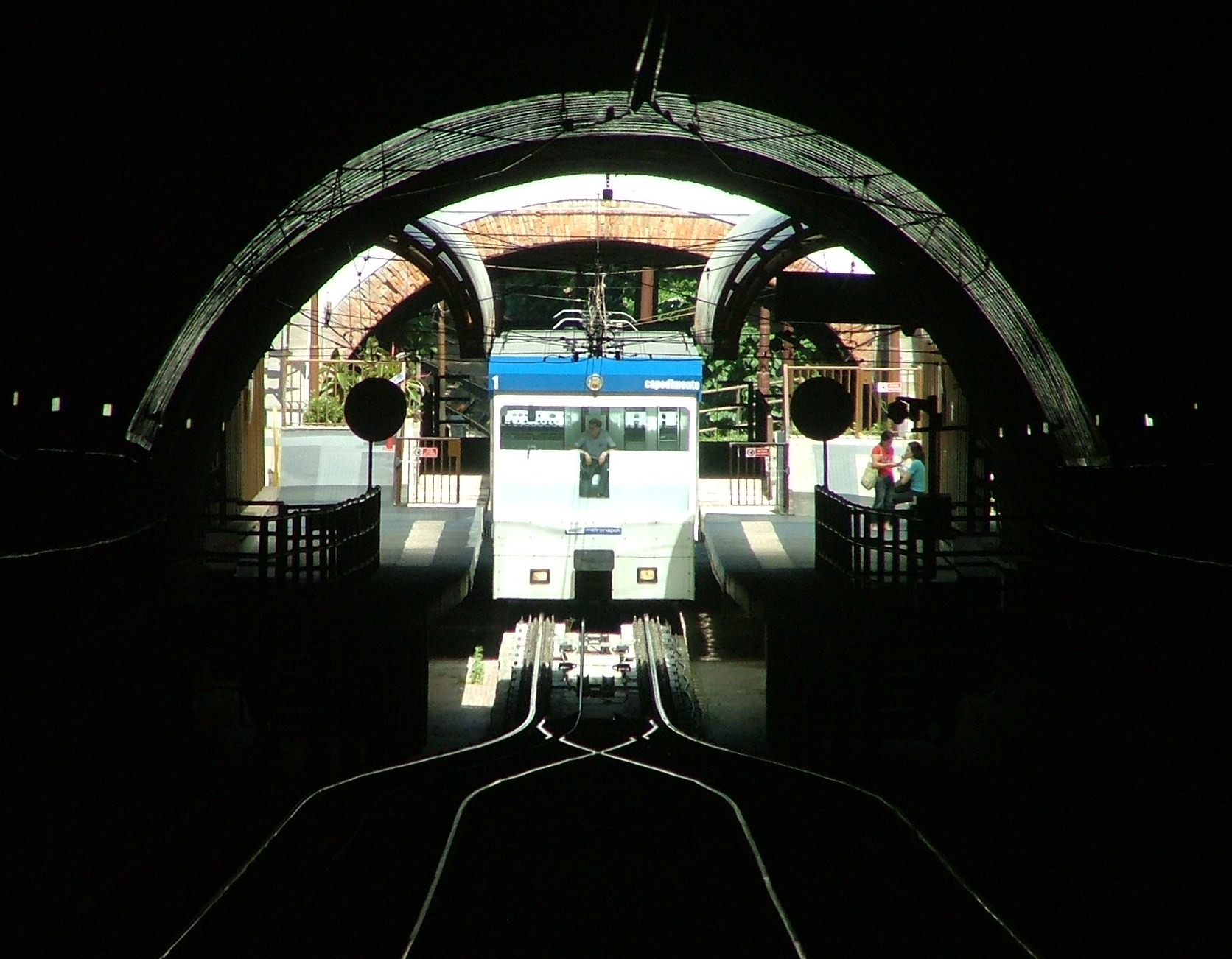
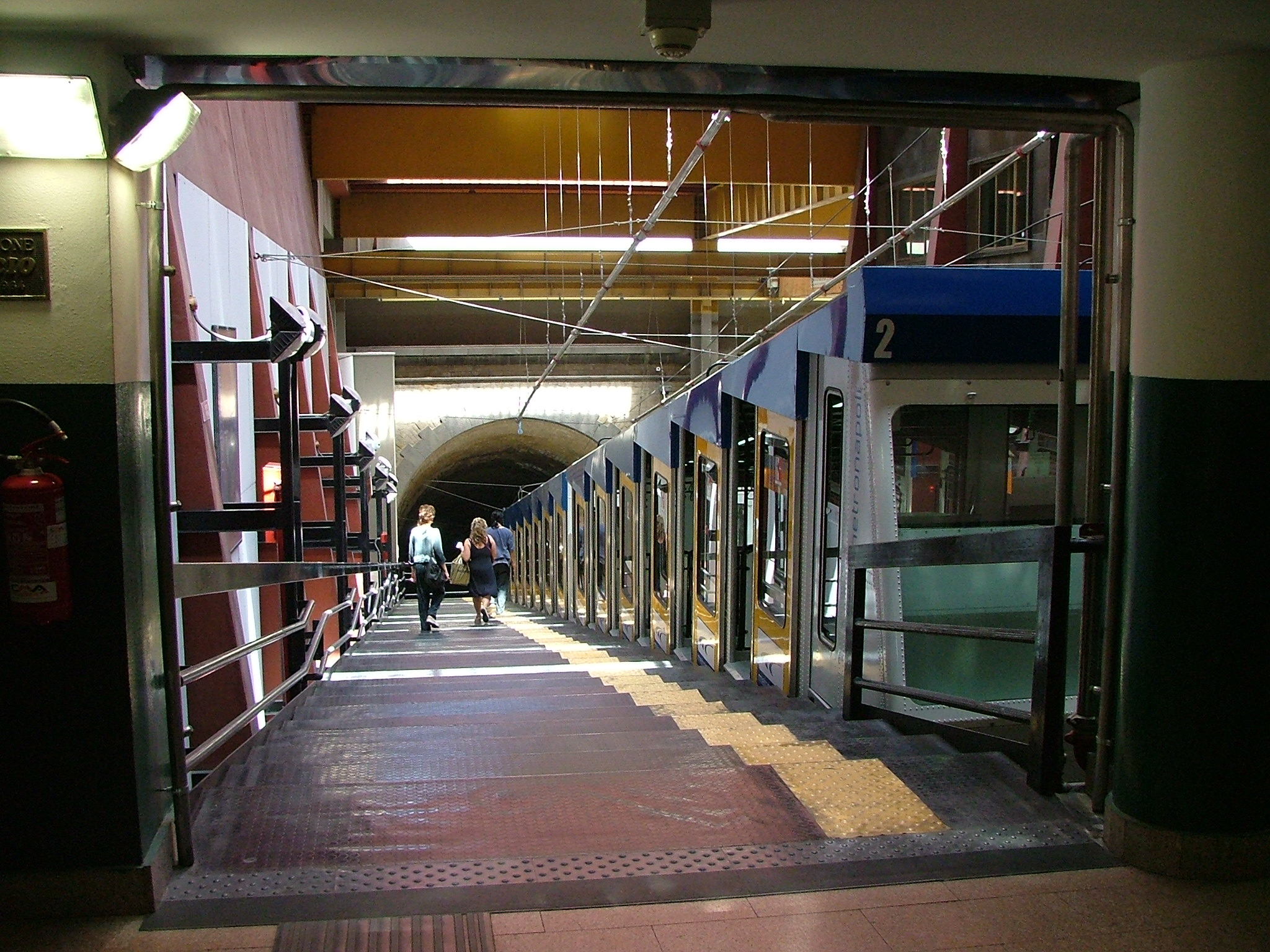

## Stations
- Morghen
- Corso Vittorio Emanuele
- Montesanto